# Pierre Beaubien
Pour les articles homonymes, voir Beaubien.
Pierre Beaubien, né le 13 août 1796 à Baie-du-Febvre et mort le 9 janvier 1881 à Outremont, est un médecin, homme politique et propriétaire foncier canadien-français.

## Biographie
Pierre Beaubien étudie dans un premier temps au Séminaire de Nicolet pour poursuivre au Petit Séminaire de Montréal pour y faire une année de philosophie.
Grâce au soutien de sa famille, il étudie la médecine à l'Académie de Paris. Il passe cinq ans en Europe et revient à Montréal à l'automne 1827.
Il fut admis comme médecin des sulpiciens de la Congrégation de Notre-Dame, ainsi qu’à l’Hôpital général de Montréal et à l’Hôtel-Dieu de Montréal. II fut le premier professeur de clinique médicale de l’Hôtel-Dieu, où il pratiqua pendant 50 ans (de 1829 à 1880). Durant ces années d’exercice de la profession médicale, Beaubien aurait été un des premiers à introduire l’usage du stéthoscope au Canada.
Pierre Beaubien fut député du comté de Montréal à l’Assemblée législative de novembre 1843 à septembre 1844. Vaincu en 1844, il est élu à nouveau dans le comté de Chambly jusqu’en juillet 1849. Il quitte son poste pour devenir médecin en chef et chirurgien de la prison de Montréal, poste qu'il occupa jusqu'à sa mort.
Il est aussi conseiller de la Ville de Montréal de 1843 à 1846, il devint échevin en 1847.
Pierre Beaubien est également un grand propriétaire foncier. Il possédait de vastes terres à Côte-Saint-Louis, Côte-des-Neiges et Côte-Sainte-Catherine, où se développa la ville d’Outremont à la fin du XIXe siècle. En 1842, il devient seigneur en acquérant l'arrière-fief La Gauchetière, dans la seigneurie de l'Île-de-Montréal, conjointement avec Joseph Bourret et Louis-Hippolyte La Fontaine. En 1849, il donne le terrain qui permit la construction de l'église Saint-Enfant-Jésus du Mile-End. 
Il joua aussi un rôle important dans le développement des sociétés bancaires à Montréal. Entre autres, il participa à la fondation de la Banque d'Épargne de la Cité et du District de Montréal, lancée par Mgr Ignace Bourget, et siégea au conseil d’administration jusqu’en 1850.
Il œuvre également au sein de plusieurs organisations. Il devient membre de la Société Saint-Jean-Baptiste de Montréal et il en est élu président en 1859.

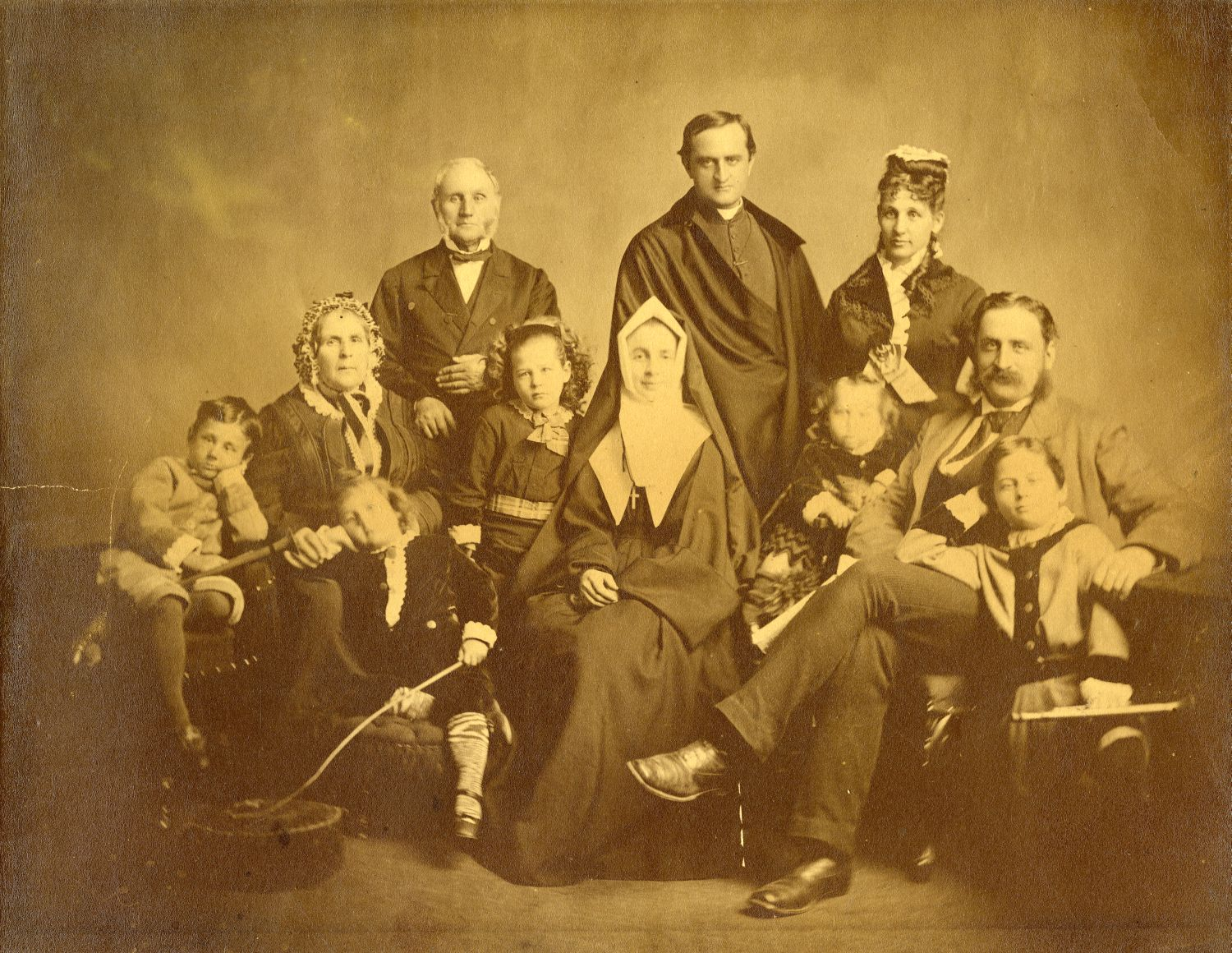
La famille Beaubien en 1874

Il est le père du politicien Louis Beaubien. Sa sépulture est située dans le cimetière Notre-Dame-des-Neiges, à Montréal.

## Honneur
La rue Beaubien de Montréal a été nommé à son honneur, de même que la rue Pierre-Beaubien à Laval.